# Crossoptilon mantchuricum
Il fagiano orecchiuto bruno (Crossoptilon mantchuricum Swinhoe, 1863) è una specie di uccello della famiglia dei Fasianidi originaria della Cina nord-orientale; contrariamente a quanto si potrebbe pensare, non vive nell'omonima regione dalla quale prende il nome scientifico.

## Descrizione

### Dimensioni
Il maschio misura 90-100 cm di lunghezza, dei quali 50-60 spettanti alla coda, per un peso di 1700-2200 g. La femmina è leggermente più piccola: 90-95 cm di lunghezza, dei quali 45-55 spettanti alla coda, per un peso di 1500-1900 g.

### Aspetto
In questo fagiano di grandi dimensioni, la sommità della testa è ricoperta da un cappuccio di piume vellutate nere. Da sotto il mento si diparte una larga fascia bianca che continua fino alle orecchie e ricopre una piccola parte della nuca dietro di esse. Le caruncole facciali e la pelle orbitale sono di colore rosso scarlatto. Il collo è nero con un riflesso purpureo che si fonde con il marrone del dorso e delle ali. La parte bassa del dorso, di colore bianco, delinea una transizione netta con il colore scuro di mantellina, ali e coda. La base della coda è di colore grigio argenteo, le altre piume sono marrone scuro. I giovani sono chiazzati di marrone e indossano la livrea degli adulti solo a partire dai cinque mesi. Il dimorfismo sessuale è pressoché inesistente: i due sessi sono quasi identici e si possono distinguere solo guardando gli speroni del maschio, che sono più grandi e a base rotonda. Quelli della femmina, al contrario, sono di dimensioni più modeste e di forma più oblunga alla base. Gli speroni iniziano a svilupparsi nei giovani intorno ai quattro mesi.

## Biologia
La specie effettua migrazioni altitudinali stagionali, scendendo verso altitudini più basse in inverno, quando le condizioni a quote più elevate diventano meno favorevoli o più dure.

### Alimentazione
La specie è principalmente vegetariana. Razzola sul terreno alla ricerca di tuberi e di radichette, ma mangia anche steli, foglie, gemme, frutti e semi, compresi i chicchi caduti dei cereali. Durante la stagione riproduttiva, consuma anche qualche insetto. La dieta è estremamente varia: nella riserva di Pangquanguo essa è costituita da almeno 54 specie di piante e 18 di animali. I fagiani orecchiuti bruni hanno bisogno di bere quotidianamente. È proprio per questo motivo che battono ogni giorno le stesse piste per raggiungere le rive dei corsi d'acqua.

### Riproduzione

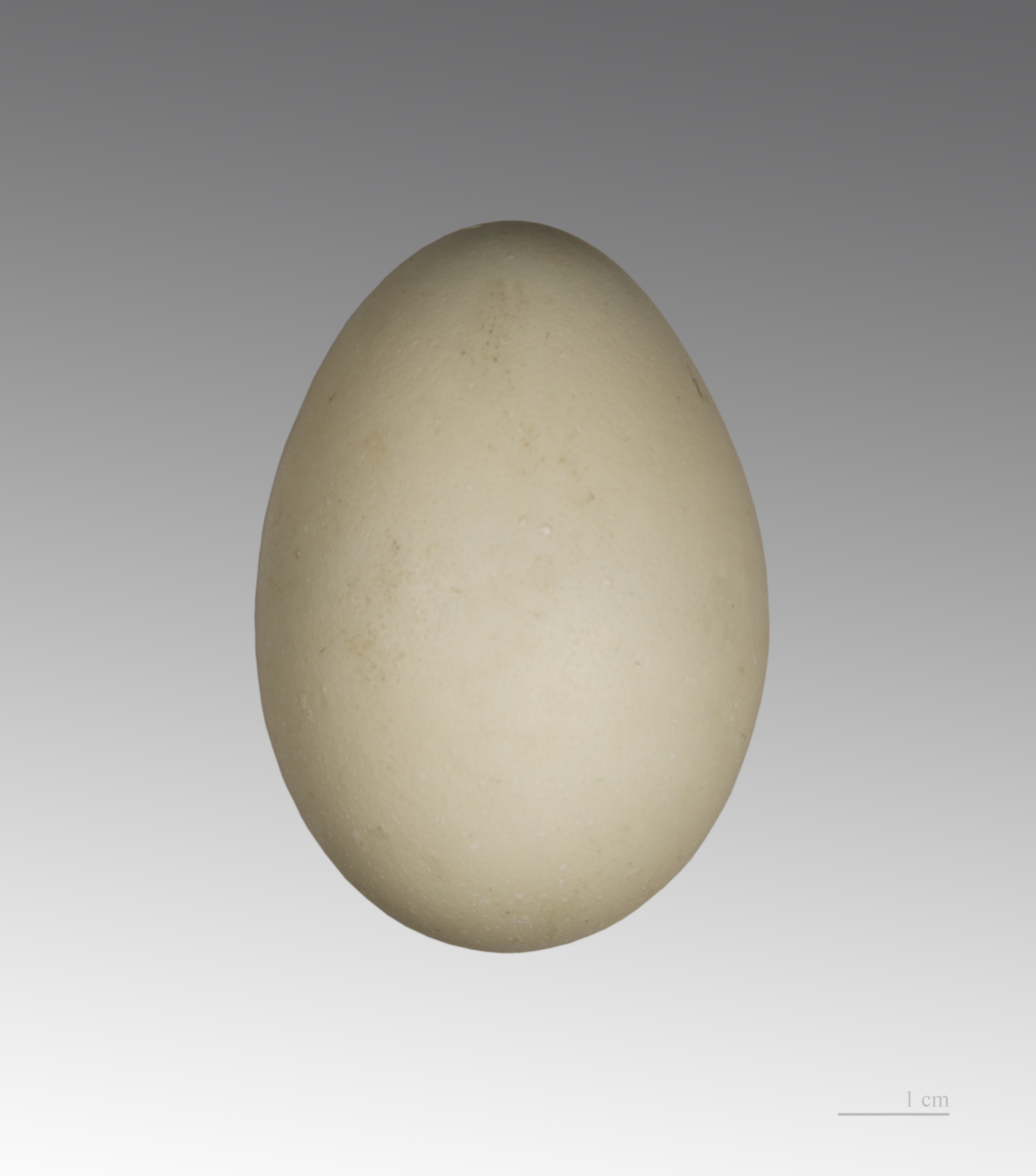
Uovo di fagiano orecchiuto bruno.

La stagione riproduttiva inizia a metà marzo, quando le coppie si formano e salgono a quote più elevate per trovare un territorio adatto, dotato di risorse alimentari sufficienti e ben riparato che difendono da possibili intrusi. Il maschio è monogamo. La coppia costruisce il nido sul terreno, sotto un mucchio di rami di pino caduti, al riparo di una roccia o all'interno di un folto cespuglio. Il numero di uova per covata va da 4 a 20 (in media 8,82), deposte ai primi di aprile e covate dalla sola femmina per 26-27 giorni. Localmente, in alcune regioni, la deposizione ha luogo a metà maggio e il numero di uova è limitato a 7-9 (in media 7,75). In entrambi i casi, tuttavia, il tasso di successo riproduttivo è molto elevato e supera di gran lunga il 95%.

## Distribuzione e habitat
L'areale di questa specie sembra corrispondere a una fascia di foresta temperata composta da querce decidue e da conifere che si estende dalle montagne dello Shanxi alle montagne di Pechino e dell'Hebei settentrionale ad est e allo Shanxi centrale ad ovest. La maggior parte delle testimonianze conferma che frequenti altitudini comprese tra 1000 e 2600 metri, ma localmente, in certe regioni, si può trovare tra gli 800 e i 1700 m. La scelta dell'habitat varia a seconda delle stagioni. In primavera, vive (e nidifica) principalmente nelle foreste miste di conifere e latifoglie. In estate, occupa una grande varietà di habitat, sebbene la sua preferenza vada spesso alle foreste di sole conifere o alle boscaglie ai margini delle foreste. In autunno, fa ritorno in gran numero al suo habitat primaverile originario. Le foreste miste sembrano costituire l'habitat di riferimento per le stagioni intermedie. In inverno, forma grandi bande di varie decine di individui, talvolta più di cento, che scendono ad altitudini più moderate, dove rimangono localizzate nelle foreste di conifere e nelle boscaglie situate sui pendii meridionali esposti al sole.
Studi recenti hanno dimostrato variazioni locali nella densità di popolazione, apparentemente correlate all'altitudine e alla qualità dell'habitat. Pertanto, nella riserva di Pangquanguo, le densità più elevate si riscontrano a quote medio-basse, mentre sul Dongling Shan esse si incontrano invece a circa 2000 metri. La specie si adatta perfettamente alle foreste sfruttate, alle foreste secondarie o alle piantagioni artificiali, ma sembra che le densità di popolazione e le percentuali di successo della nidificazione siano significativamente più basse in questi habitat modificati dall'uomo rispetto alle foreste indisturbate.

## Conservazione
Popolazioni frammentate composte da un esiguo numero di soggetti, deforestazione incontrollata, espansione demografica, caccia illegale e raccolta delle uova nonostante il governo cinese abbia proibito tale pratica, oltre ai numerosissimi predatori, contribuiscono al declino della specie ormai considerata come «vulnerabile» (Vulnerable) e ad alto rischio di estinzione nei luoghi di origine nell'immediato futuro. Tuttavia, almeno per il momento, nelle aree protette il loro numero sembra essersi stabilizzato nonostante i controlli siano resi estremamente difficoltosi dalla natura geologica dei luoghi dove abitualmente vivono, con popolazioni composte da pochi individui che risultano isolate tra loro e sparse su vastissime aree. Piccoli gruppi di fagiani orecchiuti bruni sono stati osservati anche nei pressi di Pechino, dove, fino a qualche anno fa, non erano mai stati presenti.